# Miss Spider – A Herceg, a Hercegnő és a Méhecske
A Miss Spider – A Herceg, a Hercegnő és a Méhecske (Miss Spider's Sunny Patch Friends – The Prince, the Princess, and the Bee) 2006-ban bemutatott amerikai–kanadai animációs tévéfilm, amely a Miss Spider és a Napsugár rét lakói című sorozat különkiadása. A film David Kirk mesekönyvén alapul.

## Szereplők
| Szereplő                            | Eredeti hang    | Magyar hang     |
| ----------------------------------- | --------------- | --------------- |
| Miss Spider (sárga anyapók)         | Kristin Davis   | Orosz Anna      |
| Csöpi (zöld pókfiú)                 | Scott Beaudin   | Baráth István   |
| Csillám (díszbogárlány)             | Rebecca Brenner | Czető Zsanett   |
| Sziti (szitakötőfiú)                | Mitchell Eisner | Jelinek Márk    |
| Ugribugri (vérszívó poloskafiú)     | Julie Lemieux   | Czető Ádám      |
| Csupaszem (sárga pókapa)            | Robert Smith    | Holl Nándor     |
| Villám (szemüveges sárga pókfiú)    | Austin Di Iulio | Borbíró András  |
| Hóvirág (zöld-masnis sárga póklány) | Alexandra Lai   | Talmács Márta   |
| Pötyi (lila-masnis sárga póklány)   | Aaryn Doyle     | Molnár Ilona    |
| Izimizi (kék pókfiú)                | Marc McMulkin   | Baradlay Viktor |
| Pitty (hajas vörös hangya)          | Jonathon Wilson | Pálfai Péter    |
| Potty (kopasz vörös hangya)         | Philip Williams | Rudas István    |
| Stinky (márványospoloska)           | Scott McCord    | Szokol Péter    |
| Felix (béka)                        | Richard Binsley | Bartucz Attila  |
| Pókláb (fehér pók)                  | Tony Jay        | Papucsek Vilmos |
| Betty nagyi (zöld bogár)            | Barbara Budd    | ?               |
| Gus (vörös spárga bogár)            | Peter Oldring   | Gardi Tamás     |

- További magyar hangok: ?